# ادیچانالور
ادیچانالور (به انگلیسی: Adichanalloor) در هند است که در کرالا واقع شده‌است.

## خصوصیات
ادیچانالور ۳۱٬۲۵۸ نفر جمعیت دارد.